# RabbitMQ
RabbitMQ es un software de negociación de mensajes de código abierto que funciona como un middleware de mensajería. Implementa el estándar Advanced Message Queuing Protocol (AMQP). El servidor RabbitMQ está escrito en Erlang y utiliza el framework Open Telecom Platform (OTP) para construir sus capacidades de ejecución distribuida y conmutación ante errores. Rabbit Technologies Ltd., la compañía que lo desarrolla, fue adquirida en abril de 2010 por la división SpringSource de VMWare. A partir de este momento, es esta última compañía la que desarrolla y da soporte para RabbitMQ. El código fuente está liberado bajo la licencia Mozilla Public License. A partir de mayo de 2013, por una unión de empresas, Pivotal es el nuevo patrocinador del proyecto

## Partes del software
El proyecto RabbitMQ consta de diferentes partes:
- El servidor de intercambio RabbitMQ, que recibe los mensajes y los almacena en colas de intercambio. Los clientes podrán después recuperarlos.
- Pasarelas para los protocolos HTTP, XMPP y STOMP.
- Bibliotecas de clientes para Java, framework .NET y Python.
- El plugin Shovel (en inglés: pala) que se encarga de replicar mensajes entre corredores de mensajes.

## Ejemplos
Esta sección da ejemplos de uso en Python (usando el paquete Pika) para un emisor y un receptor de mensajes.

### Emisor
El siguiente fragmento de código establece la conexión, se asegura de que la cola de mensajes existe, envía el mensaje y finalmente cierra la conexión.
```
 
#!/usr/bin/env python

 
import
 
pika
 
# Importamos el paquete Pika

 
connection
 
=
 
pika
.
BlockingConnection
(
pika
.
ConnectionParameters
(
host
=
'localhost'
))
 
# Obtenemos la conexión al servidor

 
channel
 
=
 
connection
.
channel
()
 
# Creamos el canal de comunicación

 
channel
.
queue_declare
(
queue
=
'hello'
)
 
# Declaramos la cola de mensajes

 
channel
.
basic_publish
(
exchange
=
''
,
 
routing_key
=
'hello'
,
 
body
=
'Hola Mundo!'
)
 
# Publicamos el mensaje en la cola

 
print
(
" [x] Sent 'Hola Mundo!'"
)
 
# Mostramos lo enviado por pantalla

 
connection
.
close
()
 
# Cerramos la conexión.

```

### Receptor
Similarmente, el siguiente programa recibe el mensaje y lo imprime en pantalla:
```
 
#!/usr/bin/env python

 
import
 
pika

 
connection
 
=
 
pika
.
BlockingConnection
(
pika
.
ConnectionParameters
(
host
=
'localhost'
))

 
channel
 
=
 
connection
.
channel
()

 
channel
.
queue_declare
(
queue
=
'hello'
)

 
print
(
' [*] Waiting for messages. To exit press CTRL+C'
)

 
def
 
callback
(
ch
,
 
method
,
 
properties
,
 
body
):

     
print
(
" [x] Received 
%r
"
 
%
 
body
)

 
channel
.
basic_consume
(
queue
=
'hello'
,
 
on_message_callback
=
callback
)

 
channel
.
start_consuming
()

```